# Maidanez

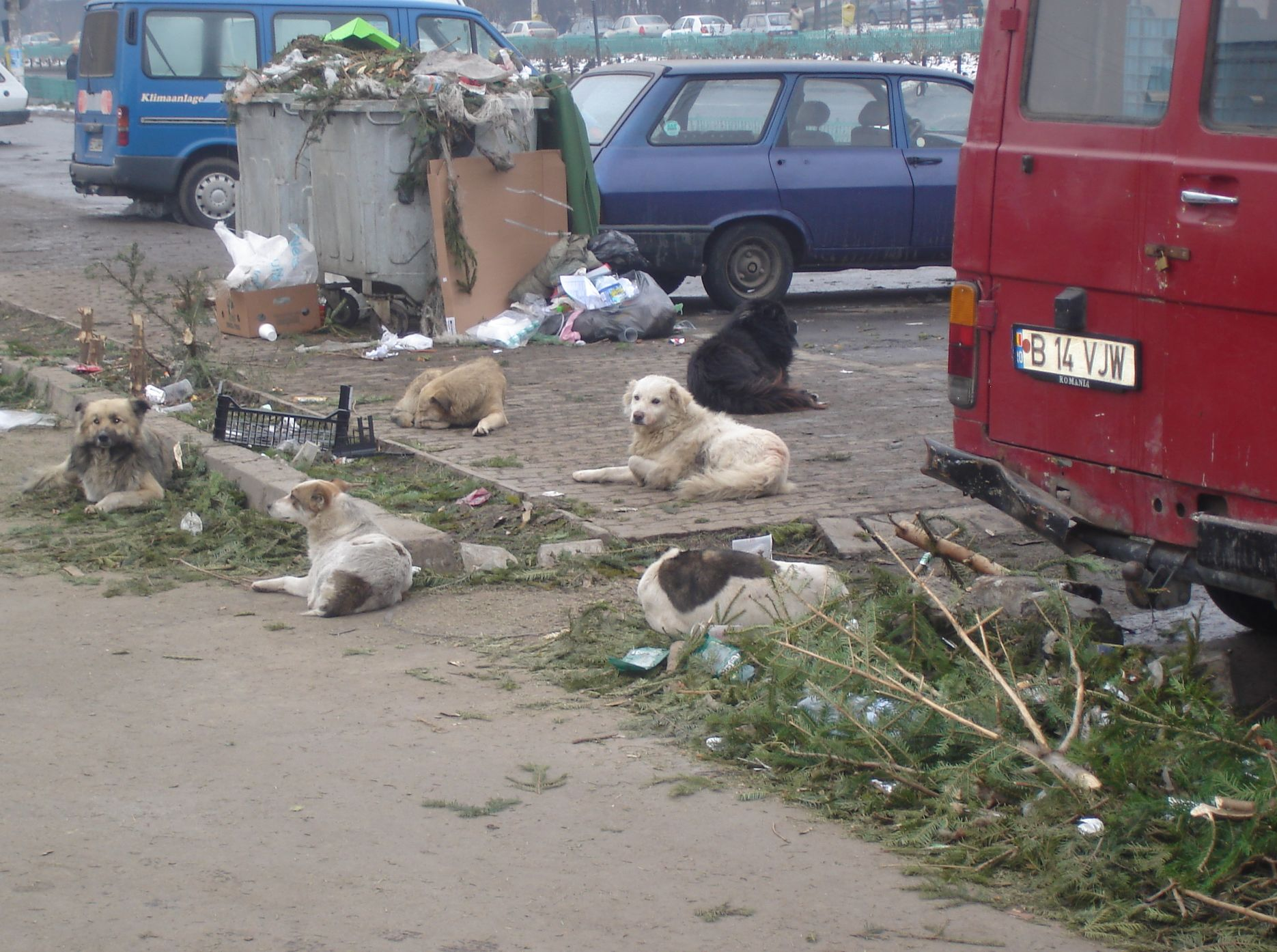
Câini comunitari (maidanezi) în cartierul Drumul Taberei din București

Maidanezii sunt câinii fără stăpân de pe străzi, care au ajuns o prezență constantă și îngrijorătoare în destule locuri din lume din pricina mușcăturilor, bolilor care în cazuri extreme se soldează chiar cu moartea victimelor. Între animale, câinii sunt pe locul III în lume după numărul de decese provocate, cu 25 000 de decese/an, din pricina rabiei (după țântari 725 000 decese/an și șerpi-50 000 decese/an) Ei pot fi întâlniți în zone diverse ale globului, de la spațiul fostei Uniuni Sovietice și Balcani până în Asia și America de Sud. În lume există aproximativ 500 de milioane de câini, trei sferturi dintre aceștia fiind vagabonzi. În România, după 90, au fost înregistrate 13 decese provocate de mușcăturile maidanezilor Între cca 10.000-16 000 de persoane se prezintă anual la Centrul Antirabic din cadrul Institutului de Boli Infecțioase „Matei Balș”, din București, după ce au fost mușcate de câini, arată statisticile de până în 2013. În 2010 13.220 de persoane au venit la Centrul Antirabic din capitală. 8.348 dintre ele au fost mușcate de câini maidanezi (63%). Potrivit unei estimări oficiale din iunie 2011 în România existau circa 1 milion de maidanezi. În București o numărătoare ASPA a indicat o cifră de cca 65 000 maidanezi în septembrie 2012. Întreținerea unui maidanez (medicamentele, mâncarea, curentul și salariile angajaților de la adăposturi) în adăpost costă 375 de lei pe lună, potrivit unei raport oficial., la care se adaugă suma necesară tratamentelor spitalicești ale oamenilor mușcați de maidanezi pe străzi (pentru cele 2000 persoane mușcate în Craiova se cheltuiesc 4 miliarde de lei). Orașele din România cu cei mai mulți maidanezi în septembrie 2013 erau București (65 000), Constanța (20 000), Galați (16000-25000), Craiova (9000), Pitești (8000) iar cu cei mai puțini maidanezi Târgu Mureș (0), Vaslui (30), Zalău (50), Alba Iulia (50-60), Drobeta Turnu Severin (150 pe străzi, 577 în adăposturi), Oradea (250 pe străzi, 410 în adăposturi). Celelalte orașe din România au câteva mii de maidanezi. În Brașov și Oradea a fost redus semnificativ numărul maidanezilor de pe străzi, rămânând doar câteva sute. În august 2014 numărul persoanelor mușcate de câini în București era mai mic cu 79% în raport cu septembrie 2013. În decembrie 2014 în București au fost raportate oficial doar 89 cazuri de mușcături de câini maidanezi, cel mai scăzut nivel din ultimii 30 de ani.

## Maidanezii în România

În România sunt un milion de câini, potrivit estimărilor făcute de Roberto Lorentz, director ASPA.
În cursul campaniilor electorale ale anului 2008, comentatorii scenei politice au considerat fenomenul maidanezilor (denumiți și câini comunitari) ca fiind al treilea în ierarhia problemelor cu care se confruntă majoritatea covârșitoare a orașelor României.
Institutul "Matei Balș" a pus la dispoziție statistici cu persoanele care s-au prezentat cu plăgi de mușcături la Centrul Antirabic din 1984 și până în prezent. În 1986, când începea febra demolărilor în Capitală, lăsând, implicit, numeroși câini de curte pe străzi, numărul de persoane mușcate creștea de la aproximativ 3.000 la 10.000. Punctul critic a fost atins în anul 2000, când peste 20.000 de persoane s-au prezentat la Centrul Antirabic. A urmat campania de eutanasiere a primarului de atunci, Traian Băsescu, moment în care numărul de mușcături a scăzut. În prezent, însă, numărul persoanelor care se prezintă la vaccin este din nou în creștere. În anul 2010, 13.220 de persoane au venit la Centrul Antirabic. 8.348 dintre ele au fost mușcate de câini fără stăpân. În primele patru luni ale lui 2011, s-au prezentat la Centru 4.034 de persoane, dintre care 2.861 fuseseră mușcate de maidanezi.
Aproximativ 10.000 de persoane se prezintă anual la Centrul Antirabic din cadrul Institutului de Boli Infecțioase „Matei Balș”, din București, după ce au fost mușcate de câini, arată statisticile din anii 2006 și 2007.
Dintre aceștia, în jur de 8.000 sunt adulți, iar restul copii.
În anul 2009, în București, 11.436 de persoane au ajuns la spital cu mușcături de câini, din care
7.571 au fost mușcate de câini fără stăpân și 3.865 de câini cu stăpân.
În Craiova sunt aproximativ 4.000 de maidanezi și un singur adăpost, în cartierul Făcăi, care dispune de 95 de locuri.
Potrivit unui raport pe 2007 al Direcției de Mediu din cadrul primăriei Timișoara, la fiecare cinci zile, o persoană a ajuns la spital mușcată de unul dintre cei peste 11.000 de maidanezi de pe străzi.

### Boli răspândite de maidanezi

#### Leptospiroză
Directorul ASPA atrage atenția că aproape jumătate din maidanezi sunt bolnavi de leptospiroză. "Este o boală extrem de gravă care se transmite la om, iar cei mai predispuși să o facă sunt copiii. Boala se ia prin contactul cu urina animalului bolnav. Copii se joacă cu mânuțele în nisipul pe care au urinat câinii infectați și se îmbolnăvesc. Dintr-un studiu făcut de cei de la Institutul Cantacuzino a reieșit că aproximativ 50 la sută dintre câinii străzii sunt bolnavi de leptospiroză". Directorul Institutului de Boli Infecțioase "Matei Balș", Adrian Streinu Cercel, a declarat pentru Gândul că "leptosiroza canină este o boală infecțioasă care trece în organism prin piele. Este o boală transmisibilă, existând un risc potențial de îmbolnăvire, și netratată nu-i de joacă. Poate provoca sângerări sau insuficiență renală", a explicat el.

#### Febră butonoasă și maladia Lyme
Aproape 80 de bucureșteni au fost tratați, în perioada 2008-2011, de febră butonoasă și maladia Lyme, boli infecțioase transmise omului de ectoparaziții (căpușe) care se află inclusiv pe câinii maidanezi , conform datelor Direcției de Sănătate Publică (DSP) București, făcute publice de Prefectura Capitalei. Doctorul Bogdan Ion spune că de la o mușcătură de căpușă poți paraliza sau orbi.Boala Lyme (Borrelia) afectează pielea, încheieturile, sistemul nervos și alte sisteme sau organe. Simptomele și gravitatea lor pot varia de la o persoană la alta", a explicat medicul. Lyme mai este denumită și "boala cu 1.000 de fețe" pentru că poate copia simptomele a aproximativ 200 de alte afecțiuni.
Boala Lyme (Lyme borrelioza sau borrelioza) este o boală infecțioasă produsă de o bacterie (Borrelia burgdorferi ), transmisă omului prin înțepătura de căpușă. Nu toate căpușele sunt purtătoare ale bacteriei Borrelia. Boala Lyme, denumită și borelioza, este o afecțiune transmisibilă, cauzată de bacteria Borrelia burgdorferi, se transmite prin mușcătura de căpușă. Aceste artropode înrudite cu păianjenii sunt mai active pe perioada verii și preferă zonele cu ierburi înalte, astfel încât sunt un pericol mai ales pentru turiștii din zonele montane, excursioniști, grădinari etc. Căpușele pot folosi drept gazde animalele de companie, precum câinii, sau animale sălbatice, preferate fiind căprioarele și șoarecii.

### Alte boli
Câinii maidanezi transmit și purici, viermi intestinali rabie (netratată este mortală) În lume au loc cca 55 000 de decese anual din pricina rabiei, mai ales în Africa și Asia. Câinii reprezintă sursa virusului în 99% din decese. Rabia se transmite la oameni prin contactul direct cu animalul infectat (salivă, mușcătură sau zgârietură). 40% din cei mușcați de un animal bolnav de rabie sunt copiii sub 15 ani. Vaccinul contra rabiei este folosit prima oară cu succes în 1885 de către creatorul lui, Louis Pasteur.

### România, condamnată la CEDO din cauza câinilor vagabonzi
Judecătorii Curții Europene a Drepturilor Omului (CEDO) au decis ca România să plătească despăgubiri în valoare de 9000 euro soților Georgel și Georgeta Stoicescu. Georgeta Stoicescu a reclamat statul român la CEDO în 2003 (no. 9718/03), însă în decembrie 2007, femeia a murit, soțul ei, Georgel Stoicescu continuând procesul. În octombrie 2000, femeia, în vârstă de 71 de ani la acea vreme, a fost atacată de o haită de câini vagabonzi.

### Costuri

#### Costuri pentru autorități
Mihai Atănăsaoei, prefectul Capitalei, declara în septembrie 2011:,, Săptămâna trecută am primit de la Administrația Câinilor fără Stăpân o adresă din care reiese că întreținerea unui maidanez costă 375 de lei pe lună. În aceste costuri intră medicamentele, mâncare, curentul și salariile angajaților de la adăposturi. Pentru bătrâni nu cheltuim atât de mult".
”Costul pentru tratament este de 416 lei de persoană pentru cinci zile cu antitetanos și antirabice”, a declarat Viorel Iliuță, directorul Spitalului Județean ”Mavromati” din Botoșani.

#### Costurile ,,adopției" la distanță
O tânără din Argeș plătește 77 lei pentru fiecare câine ,,adoptat" la distanță.
La Râmnicu-Vâlcea prețul este de 123 lei pe lună.

### Piteștiul are cel mai mare adăpost pentru câinii comunitari din lume
În 2001 Piteștiul a intrat în Guinness World Records cu cel mai mare adăpost pentru câinii comunitari. Adăpostul are o suprafață de 45.543 de metri pătrați, putând adăposti 3.000 de câini. Adăpostul este situat în localitatea Smeura de lângă Pitești și numărul câinilor aflați acolo este de 3700 câini, potrivit Protv.

### Comportament teritorial

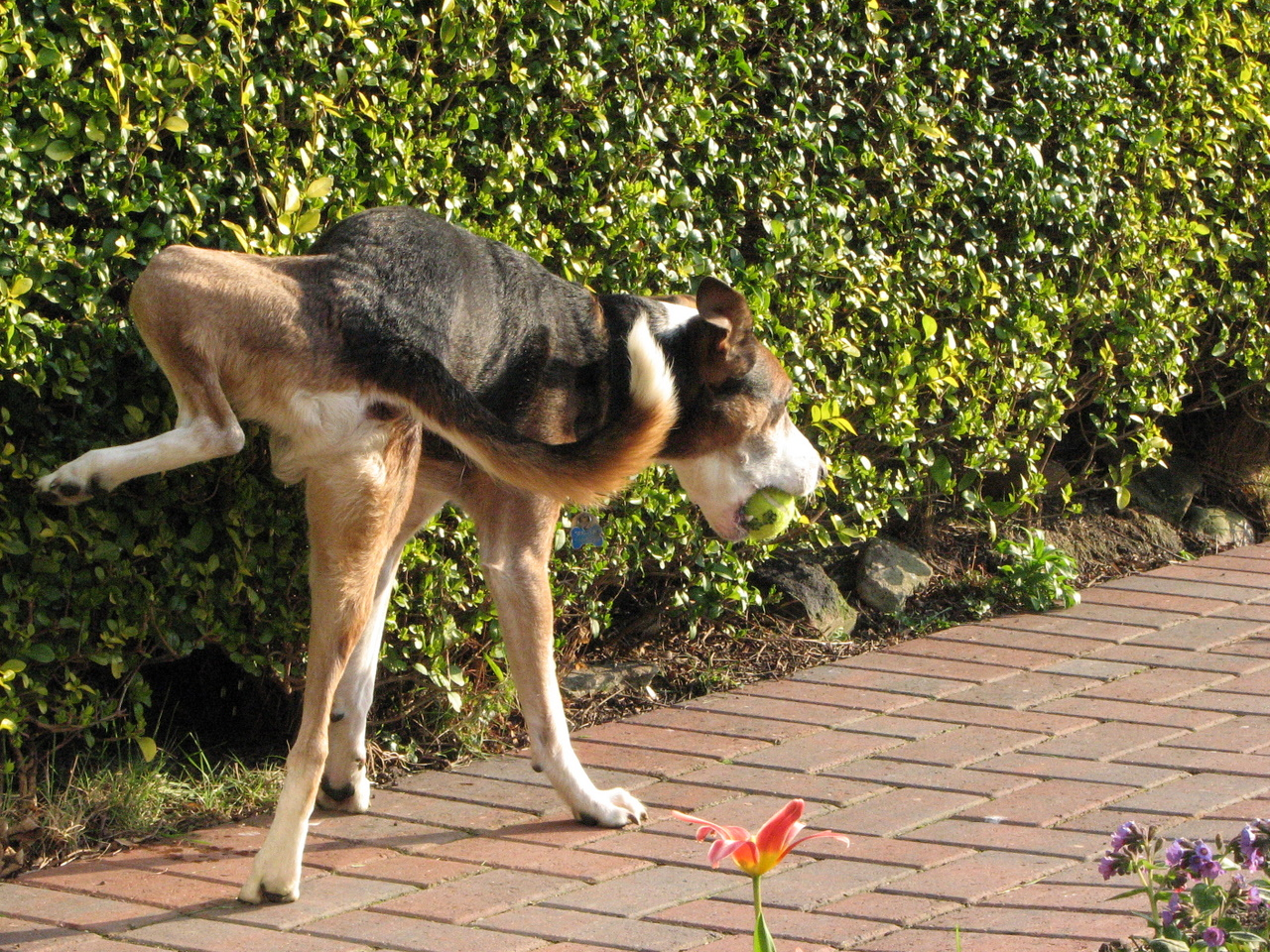
Marcarea teritoriului prin mijloace chimico-olfactive (urină).

Câinii sunt animale teritoriale, caracterizate prin delimitarea și apărarea unui teritoriu. Semnalarea teritoriului se face prin mijloace chimico-olfactive (urină, fecale), optice (anumite poziții ale câinelui) și sonore (lătrat). Comportamentul teritorial se află în strânsă legătura cu sursa de hrană. Instinctul de teritorialitate apare și se manifestă când resursele mediului sunt limitate și pot fi apărate. În unele cazuri spațiul pe care există hrana nu e ușor de apărat, mai ales când aceasta e în cantitate mică sau are o mobilitate mare; în acest caz nu se dezvoltă instinctul de teritorialitate privind hrănirea.

### Cazuri de persoane atacate de maidanezi

#### Răniri

Maidanezi în Drumul Taberei

Maidanezi printre flori, în Drumul Taberei

În martie 2008, o profesoară de desen din București a fost atacată de un câine de pe stradă.
Jumătate din degetul mare de la mâna dreaptă i-a fost smuls cu tot cu tendon, iar la mâini, la ambele coate și la abdomen a suferit cusături.
În aprilie 2008, un copil de 9 ani, din comuna gălățeană Balintești, a fost internat în stare gravă la Spitalul de Urgență „Sf. Apostol Andrei”, din Galați, după ce a fost atacat și sfâșiat de o haită de 15 maidanezi.
Tot în aprilie 2008, o fetiță de 6 ani a murit mușcată de câinii aciuați pe un teren aflat în litigiu între Primăria Constanța și Primăria Agigea.
În martie 2010, șase metiși de pitbull care păzesc un iaz de pe raza satului Rotunda, județul Suceava, au atacat și sfâșiat o tânără care trecea prin zonă.
Pe 2 ianuarie, aceiași câini au atacat și omorât un bărbat în vârstă de 71 de ani.
Tot aceiași câini au sfâșiat o avocată în septembrie 2009, care a avut nevoie de peste 50 de zile de îngrijiri medicale.
În 2011 România a fost condamnată la CEDO în urma procesului intentat de o femeie mușcată de maidanezi în 2000.
În 2011, celebra cântăreață a anilor '50-'80 Gigi Marga, emigrată la New York, a făcut o vizită în România și a fost mușcată de șold de un câine maidanez.

#### Decese
În 29 ianuarie 2006 omul de afaceri japonez Hajime Hori, în vârstă de 68 de ani, președintele reprezentanței Koyo în România, a fost mușcat de un maidanez în Piața Victoriei din București, chiar lângă sediul Guvernului. Câinele i-a secționat o arteră de la picior, omul a pierdut mult sânge și a decedat ca urmare a stopului cardiac conform certificatului medico legal..
Haitele din zonă au fost capturate de municipalitate.
Suspectul numărul unu era un cățel de talie medie cunoscut sub numele de Bosquito. Incidentul a fost la un pas de a isca un adevărat scandal diplomatic.
Cazul lui Bosquito a ajuns în Justiție, iar patrupedul a fost apărat de avocata Paula Iacob. Aceasta a spus că animalul nu este vinovat, acreditând ideea că japonezul a murit în urma unui infarct.
Dacă Bosquito era găsit vinovat risca să fie eutanasiat.
După încheierea procesului, ONG-urile i-au găsit câinelui o familie adoptivă în Germania, unde Bosquito a ajuns celebru și a apărut chiar în calendare.
Pe 14 aprilie 2008 o fetiță de 6 ani a murit mușcată de câinii aciuați pe un teren aflat în litigiu între Primăria Constanța și Primăria Agigea.
Pe 25 ianuarie 2011, Taniușa Stanchievici a fost adusă la Spitalul „Bagdasar-Arseni” în stare foarte gravă, cu traumatisme severe, plăgi adânci provocate de mușcături de câini, șoc hipotermic și hemoragic. Ea a fost găsită în curtea ADP Sector 5. Femeia a decedat după 3 zile.
Un alt caz care a atras atenția, în plină dezbatere a legii pentru gestionarea câinilor maidanezi, a fost cel al unei alte femei, de 62 de ani, din Albota, județul Argeș. Aceasta a murit, la 22 martie 2011, după ce a fost mușcată pe stradă de câini.
În ianuarie 2012, o femeie de 71 a murit din cauza hemoragiei după ce a fost sfâșiată de o haită de maidanezi la periferia orașului Baia Mare.
Pe 28 februarie 2011, o fetiță de 5 ani dintr-o comună băcăuană a murit de rabie, ca urmare a unei mușcături de maidanez. Medicii ieșeni au afirmat că fetița a fost de două ori la Spitalul Județean din Bacău dar nu i s-a administrat vaccinul anti-rabic, cum ar fi fost normal. Fetița a fost mușcată în decembrie 2011.
În martie 2012, un băiețel pe nume Samil T, în vârstă de aproape șase ani, a fost omorât de un câine fără stăpân în comuna Dărmănești, Județul Suceava. Micuțul se îndrepta către locul unde muncea tatăl său să îi ducă de mâncare.
Gheorghe Cucoș, un bătrân de 75 de ani din Vaslui, dat dispărut la începutul lunii februarie 2012, a fost găsit mort pe un câmp de la marginea orașului. Fragmente din trupul lui au fost găsite de anchetatori după ce un localnic a raportat găsirea unui fragment de picior. Bătrânul plecase după pâine. Prima ipoteză lansată de anchetatori, în urma cercetărilor efectuate la fața locului, a declarațiilor martorilor, dar și a probelor primite până acum de la medicii legiști, este că bătrânul a fost sfâșiat de o haită de câini care-și făcea veacul în apropierea poligonului auto. „Frânturile de pe capetele membrelor inferioare, ca și cele de pe coapsa dreaptă, indică mușcături de animale. Dacă găseam cutia toracică, ne puteam da seama dacă ar fi fost sau nu vorba de omucidere. Din experiența mea, câinii mănâncă cutia toracică." a precizat Ovidiu Berinde, procurorul de caz. Câinii erau protejați de o femeie care își avea casa la aproximativ 50 de metri de poligon.
Un bebeluș abandonat în curtea spitalului din Târgu Cărbunești, Gorj a fost mâncat de viu de câinii vagabonzi.
Ionuț Anghel, un copil în vârstă de 4 ani, a fost ucis de o haită de câini în septembrie 2013 la ~200 m distanta de Parcului Tei, pe o proprietate privata. Fratele său -în vârstă de 6 ani - a scăpat cu o rană la picior, au declarat atunci familia copiilor avocatul si purtatorii de cuvânt ai politiei ulterior , dupa aparitia inregistrarilor unor imagini din parcul unde copilul a fost adus inapoi s-a observat lipsa oricarei afectiuni la picioare iar familia si cei implicati au recunoscut ca de fapt nu a fost muscat. Cei doi copii se aflau cu bunica în parc dar au scapat de supravegherea acesteia si au disparut pentru putin timp fără ca nimeni sa-si dea seama. Unul din cei 6 câini ridicați de autorități avea sânge pe bot.
Vasiuța Voicu, în vârstă de 47 de ani, de loc din Suceava, fără adăpost, a murit în București după ce, fiind în stare de ebrietate (avea în sânge o alcoolemie de aproape patru la mie, susceptibilă de a cauza moartea) a fost mușcată grav de niște maidanezi. Legiștii au găsit pe corpul femeii aproximativ 20 de mușcături, pe față, pe brațe, pe picioare, pe piept și pe spate. Majoritatea acestor răni erau adânci și îi provocaseră victimei "hemoragii locale". Autoritatea pentru Supravegherea și Protecția Animalelor (ASPA) a prins șapte câini fără stăpân ce se găseau în zona unde a fost găsit cadavrul, iar după citirea crotaliilor a rezultat că trei dintre aceștia erau microcipați de Centrul Teritorial Veterinar (CTV) Sector 2, alți doi erau ai Asociației "Cuțu-Cuțu", un alt câine era adoptat de o persoană fizică, iar cel de-al șaptelea, aparent bolnav și orb, nu figurează în nicio evidență, au anunțat reprezentanții ASPA.
Stan Iavaz, un brăilean de 52 de ani, a fost găsit mort și devorat în aprilie 2014, lângă Brăila, în a doua zi de Paște. Trupul a fost găsit între localitățile Albina și Unirea, la 15 km de Brăila și vizavi de Drumul European 584, în apropiere de o fermă unde se află câini ciobănești. Bărbatul decisese să meargă pe jos de la Brăila, unde primise îngrijiri fiindcă căzuse de pe bicicletă, până în Însurăței, la 50 de km distanță fiindcă nu mai avea bani de transport (în buzunarul victimei s-au găsit 7 lei).
Surse din rândul anchetatorilor au afirmat că trupul bărbatului era eviscerat, carnea fiind smulsă de pe o mare parte a corpului, victima nemaiavând niciun organ intern."Am reușit să găsesc puțin sânge la nivelul capului și un rest de plămân. În rest, nu avem ce să spunem pentru că era un cadavru sub formă de carcasă, era eviscerat. Am mai găsit foarte puține elemente din el. Era capul, erau părțile de la brațe, de la cot, restul era cam ros, mai ales pe partea stângă. Ca și coaste era peretele toracic anterior, spatele mai avea ceva piele pe el. Tot în interior era gol, nu exista abdomen, pelvis, numai oase erau", a declarat dr. Gina Ilie, șef Serviciu Medicină Legală Brăila. Medicul legist afirmă că analizele de sânge pe care le așteaptă nu pot influența rezultatul final al necropsiei. "Lucrurile sunt evidente. A fost omorât de câini. Probabil că victima mergea un pic cam greu din cauza accidentului suferit cu o zi înainte", precizează șefa de la Medicină Legală Brăila. ,,La fața locului erau o multitudine de amprente de labă de câine. Aceste amprente puteau fi confundate aproape cu o labă de urs. Vorbim de câini foarte mari, de ciobănești mari. Nu discutăm de potăi din astea mici și rele, vorbim de niște câini supradotați care sfâșie", a mai spus dr. Gina Ilie, șef Serviciu Medicină Legală.
O femeie de 66 de ani din județul Argeș a fost ucisă de un maidanez care a mușcat-o de picior în august 2015. Câinele a ieșit de sub un camion aflat pe marginea drumului și a mușcat-o pe femeie secționându-i artera femurală. Femeia a căzut jos din pricina pierderii masive de sânge și a murit. Trupul ei a fost găsit de un localnic. Maidanezul nu a fost încă găsit.
Un copil de 9 ani din Mureș a fost ucis de câinii de stână nesupravegheați ai unui cioban din localitatea Seleuș, în martie 2016. Prietenul său cu care se juca a fost și el mușcat dar a scăpat cu viață.
- fax:021.312.95.10

### Maidanezii din păduri
Oamenii se miră de numărul mare al maidanezilor din orașe, dar paznicii de vânătoare sau vânătorii cu state vechi în domeniu aduc dovezi imbatabile referitoare la pagubele și distrugerile făcute de câinii hoinari asupra efectivelor de dropii, fazani, potârnichi, prepelițe și alte specii de păsări care clocesc pe sol. Numărul câinilor hoinari care s-au sălbăticit și s-au adaptat la viața în câmpuri și păduri a ajuns în prezent atât de mare, încât aceștia au ajuns să elimine vulpile din propriile nișe ecologice.
30 de maidanezi au fost împușcați de către paznici de vânătoare și membri ai Asociației Vânătorilor și Pescarilor Sportivi Oltenița pe un câmp din Călărași, în apropierea comunei Luica. Motivul acțiunii a fost faptul că hărțuiau vânatul, potrivit declarațiilor acestora. Vânătorii au spus că aveau dreptul să împuște maidanezii în baza Legii 407/2006 a vânătorii și a protecției fondului cinegetic.
Cel puțin doi zimbri au fost uciși de niște câini sălbăticiți în rezervația de la Armeniș, munții Țarcu, potrivit directorului WWF România, Csibi Magor. Patru zimbri din turmă au murit. În zona respectivă există o haită de 15 câini sălbăticiți. Turma de zimbri de la Armeniș (județul Caraș-Severin), numără 24 de exemplare după moartea celor 4 zimbri.

## Maidanezii în orașele României
Cei mai mulți maidanezi se află în București (65 000 la 1 883 400, raport 1/28), Constanța (20 000), Craiova (9000), Galați (9000-25 000), Pitești (8000). Cei mai puțini maidanezi se află în Târgu Mureș (0), Vaslui (30), Zalău (50), Alba Iulia (50-60), Drobeta Turnu Severin (150 pe străzi, 577 în adăposturi), Oradea (250 pe străzi, 410 în adăposturi). Situația din celelalte orașe este următoarea: Arad (cel puțin 1000), Bacău (1000 pe străzi, 1200 în adăposturi), Baia Mare (2000). Bistrița (sute), Botoșani (2000), Brașov (700 pe străzi), Brăila (4-5000 pe străzi), Buzău (2000 pe străzi), Călărași (5000 pe străzi), Craiova (9000 pe străzi), Deva (2000 pe străzi), Focșani (3000 pe străzi), Giurgiu (5000 pe străzi), Iași (5000 pe străzi), Piatra Neamț (4000 pe străzi), Ploiești (3500 pe străzi, 700 în adăposturi), Râmnicu Vâlcea (3000 pe străzi), Slatina (2000 pe străzi), Sibiu (3000 pe străzi), Slobozia (5000 pe străzi), Suceava (3000 în total, 1300 în adăposturi), Timișoara (4000 pe străzi), Tulcea (2500 pe străzi), Târgoviște (4000 pe străzi), Târgu Jiu (600 pe străzi).

### București

Maidanezi pe spațiul verde de lângă Arcul de Triumf din București

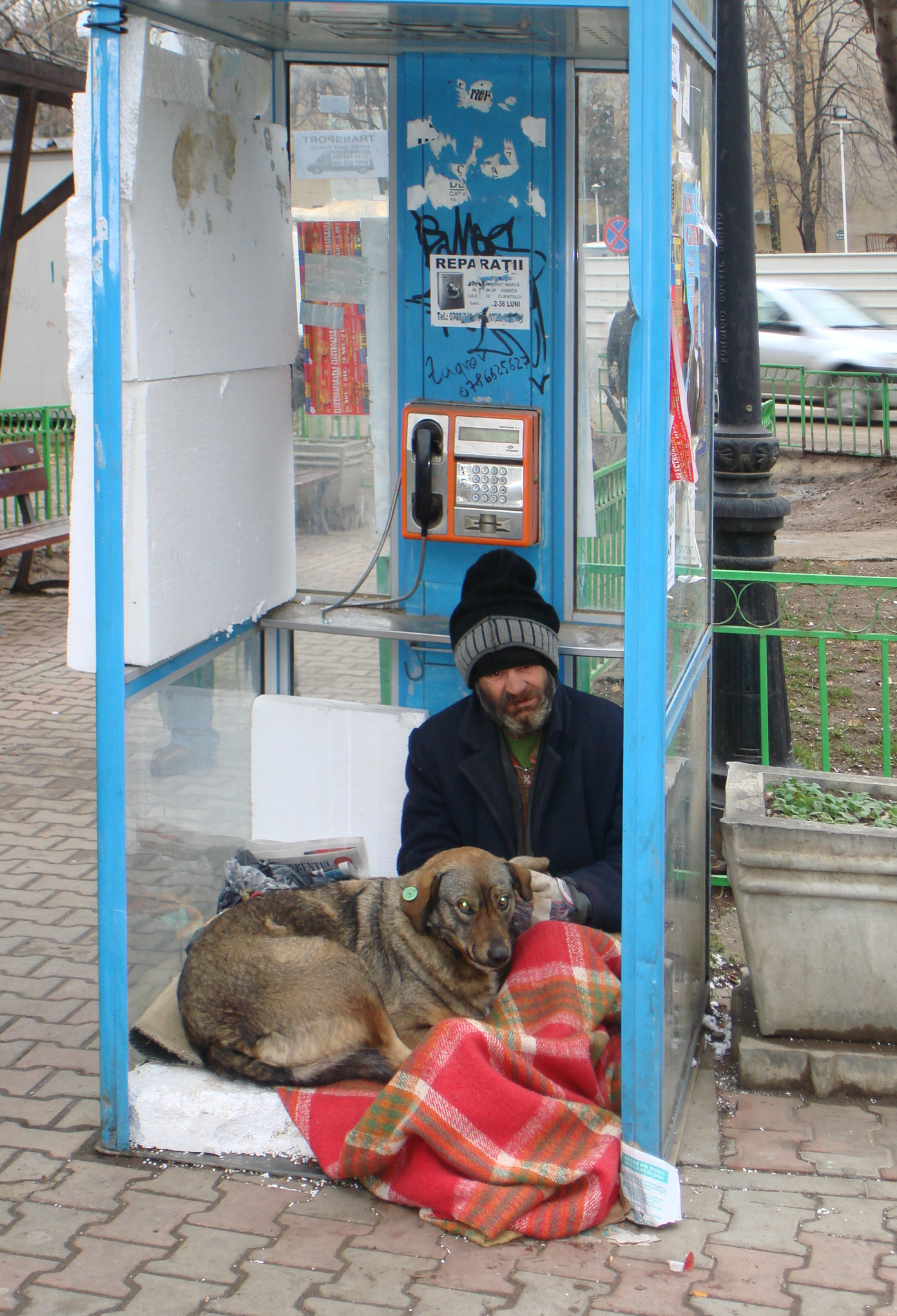
Maidanez primit în „locuința” sa de un om al străzii din București, 6 decembrie 2012

În perioada 2001-2003, primarul Bucureștiului de atunci, Traian Băsescu, a adunat de pe străzi circa 100.000 de câini, pe care i-a eutanasiat în proporție covârșitoare - pe mulți în aceeași zi în care-i prindea.
În 2003, consiliul a votat spargerea Administrației pentru Supravegherea Animalelor (ASA) pe sectoare, încetând activitatea acesteia pentru șase luni.
Din vara lui 2004, ASA a fost reînființată, iar până în 2008 numărul câinilor prinși s-a situat constant în jurul a 13.000-15.000 anual, cu adopții de maximum 1.000 - 2.000 de câini.
În ciuda promisiunilor, iubitorii de animale n-au adoptat toți câinii prinși.
În perioada 2001-2007 Administrația pentru Supravegherea Animalelor - București a raportat capturarea a 108.000 câini dintre care 80% au fost eutanasiați, iar 20% revendicați.
O altă statistică dată publicității de către aceeași administrație arată că, între 2001-2007 inclusiv, cifra exactă a fost de 144.339 câini eutanasiați.
Pentru aceasta s-a folosit un buget de 9 milioane de euro, deturnat de primării în beneficiul partidelor politice..
Conform datelor statistice de la Institutul de Boli Infecțioase Matei Balș, în 2009 au fost mușcați și au beneficiat de servicii medicale 11.436 de bucureșteni, dintre care 7.571 ar fi fost mușcați de câini fără stăpân. Costurile serviciilor medicale în 2009 ar fi fost de circa 400.000 euro.
În anul 2010, o femeie a fost ucisă de câini adoptați și nesupravegheați, iar peste 13.000 de bucureșteni au necesitat îngrijiri medicale după ce au fost răniți de câini, în majoritate cu stăpân..
Tratamentele aplicate acestora au costat aproximativ 800.000 de euro.
Dintre aceștia, aproximativ 7.500 ar fi fost mușcați de maidanezi.
Potrivit estimărilor ONG-urilor specializate în protecția animalelor, în august 2010 numărul total de câini fără stăpân din Capitală era de peste 30.000.
În aprilie 2011, potrivit estimărilor prefectului, în Capitală ar fi 100.000 de câini fără stăpân după datele administrației locale, în timp ce cifra avansată de ONG-urilor este de 40.000 de câini.
Conform identificărilor realizate de Autoritatea pentru Supravegherea și Protecția Animalelor București (ASPA) - sterilizare, marcare și adopție a câinilor - pe domeniul public se află 13.616 câini sterilizați și identificați cu crotalie de culoare galbenă în ureche, cu microcip subcutanat și cu un stăpân care a semnat adopția câinelui.
"În prezent (decembrie 2011-n.r.), sunt sterilizați 80% dintre cei aproximativ 40.000 de câini din București", a precizat Lorentz, directorul Asociației pentru Supravegherea și Protecția Animalelor (ASPA) Unii consideră procentul exagerat, optând pentru circa puțin peste jumătate. Lorentz spune că mai trebuie sterilizați 7.000-8.000 de maidanezi, din care aproximativ 3.000 sunt femele. O parte dintre aceia care ar fi trebuit să facă sterilizări și-au făcut treaba pe jumătate. Mai exact, au încasat doar banii, dar au "uitat" să mai și sterilizeze animalele. Pentru ca treaba să nu bată la ochi, au pus totuși crotalii în urechile acestora. Nu se știe cât de mare este fenomenul, dar o simplă privire pe stradă duce cu gândul că asemenea cazuri sunt de ordinul sutelor.
În 2012 au fost mușcați de maidanezi și s-au prezentat la spital pentru îngrijiri medicale 16.192 de bucureșteni, din care 3330 sunt copii, potrivit Raportului cu privire la activitatea centrului antirabic pe anul 2012 publicat de Institutul de Boli Infecțioase Matei Balș, iar capitala are numai 12 hingheri. Numărul este cu mult mai mare ca în 2011 (11 000 de persoane) sau în 2010 (10 000 persoane).
Costul pentru îngrijirea celor mușcați de maidanezi este între 130-400 lei de pacient.
Există 64.704 câini comunitari în București, declară Primăria Capitalei, care trimite la o numărătoare parțială efectuată de Autoritatea pentru Supravegherea și Protecția Animalelor (ASPA) în septembrie 2012, conform standardului World Society for the Protection of Animals (WSPA). Marja de eroare este de +/- 10%.
Primarul Sorin Oprescu a anunțat în octombrie 2013 că va demisiona din funcție dacă nu scapă bucureștenii de 80% din câinii de pe străzi în 18 luni.
Numărul persoanelor mușcate de maidanezi a scăzut cu 43% în perioada 1 septembrie-31 octombrie 2013 (835 cazuri)comparativ cu aceeași perioadă a anului trecut (1477 cazuri), potrivit datelor Centrului Antirabic de la Institutul "Matei Balș". Reducerea numărului de persoane mușcate se datorează acțiunii asupra haitelor și câinilor agresivi dar și asupra câinilor de lângă spitale, grădinițe, școli și parcuri. Au fost prinși 3.052 de câini, dintre care 943 de câini au fost adoptați de persoane fizice, iar 881 au fost adoptați de Adăpostul Dogtown, de la Uzunu, conform datelor furnizate de Primăria Generală. Șeful ASPA a spus că 3.000 de câini s-ar afla în adăposturile ONG-urilor ilegal, ei nefiind înregistrați. Rata de prindere a maidanezilor era în octombrie 2013 de circa 70-80 pe zi. În București acționau la acea dată 15 echipe de hingheri.În afara Bucureștiului au fost găsite 11 adăposturi cu 8.000 de câini neînregistrați, a declarat Răzvan Băncescu.
Un adăpost nou în comuna Bragadiru a extins capacitatea de cazare a câinilor din București cu 1600 de locuri, a anunțat Primăria Bucureștiului în 9 ianuarie 2014.
Hingherii prinseseră 10% din câinii capitalei în februarie 2014. (6500 din 65 000)
În decembrie 2013, numărul persoanelor mușcate de câinii maidanezi din Bucuresti a fost de 254, față de luna decembrie a anului 2012, când erau înregistrate 702 cazuri de mușcături, ceea ce înseamnă că numărul incidentelor a scăzut cu 63%.
ASPA a anunțat că 19 ONG-uri și 39 de persoane nu mai au dreptul să adopte câini din adăposturile municipalității, întrucât au dat declarații false sau au abandonat animalele. Cele 19 ONG-uri sunt:
Asociația Cuțu, cuțu, Asociația pentru Dezvoltare Comunitară - Caleidoscop, Asociația Depind de Noi, Asociația Ham & Miau, Asociația Lassie, Asociația Norocel, Asociația Nu Mai Ești Singur, Asociația Operational Support Care For Animal Rights (OSCAR), Asociația Pas cu Pas 2003, Asociația pentru Dezvoltare Comunitară Ema, Asociația pentru Protecția Animalelor A Doua Șansă, Asociația pentru Protecția Animalelor Grivei, Asociația pentru Protecția Animalelor Prieteni Buni, Asociația Prietenii Animalelor - România, Asociația Protectoare Lolek și Bolek, Asociația Salvat la Timp, Asociația Zdreanță, Fundația Doggie-Dog și Fundația Speranța.
Din septembrie 2013 până în martie 2014, din București au fost strânși 10 000 de câini vagabonzi, potrivit ASPA. 6000 au fost ,,adoptați" de ONG-uri și persoane fizice. Peste 2000 de câini au fost eutanasiați. În cele trei adăposturi ale ASPA, Mihăilești, Theodor Pallady și cel din Bragadiru se aflau circa 2000 de câini în martie 2014.
Răzvan Băncescu a afirmat în iunie 2014 că în cele nouă luni de la începerea programului privind gestionarea câinilor fără stăpân de pe străzile Bucureștiului numărul persoanelor mușcate de câini s-a redus cu 75%. Au fost capturați peste 25 000 de câini, dintre care aproximativ 10 000 au fost eutanasiați, a precizat Băncescu. Circa 11 000 de maidanezi au fost adoptați din adăposturile deținute de Primăria Generală a Capitalei (iunie 2014).
În august 2014 Răzvan Băncescu, șeful ASPA, a declarat că hingherii au capturat 30 000 de maidanezi din cei 65 000 existenți pe străzile Bucureștiului. Circa 13 000, adică cca 45%, au fost eutanasiați, a spus șeful ASPA.
În ianuarie 2015 șeful ASPA a declarat că au fost capturați 51 200 maidanezi și că au mai rămas pe străzi cca 4000. 23 000 de câini fără stăpân au fost adoptați. S-au verificat 6400 de adopții și au fost găsite 24 de adăposturi clandestine. Răzvan Băncescu a mai declarat că în decembrie 2014 au fost raportate oficial doar 89 cazuri de mușcături de câini maidanezi, cel mai scăzut nivel din ultimii 30 de ani. Astfel în 1984 au fost 254 de persoane mușcate, în decembrie 1986 — 444 de cetățeni mușcați, în decembrie 2000 — 948, în decembrie 2007 — 472 și în decembrie 2012 — 702, a precizat oficialul.
În martie 2015 Răzvan Băncescu, șeful ASPA, a declarat că mai sunt 1000-1500 de câini liberi pe străzi și 1000 de maidanezi în adăposturi. El a adăugat că cca 55 000 maidanezi au fost adunați de pe străzi, 30 000 au fost eutanasiați și 23 000 au fost adoptați.
Directorul General al Autorității pentru Supravegherea și Protecția Animalelor, Cristian Bogdan Treeroiu, a declarat că, în cursul anului 2016, de pe domeniul public au fost capturați aproximativ 4.000 de câini. 2.000 au fost adoptați, iar o mie eutanasiați. El a adăugat că aproximativ zece la sută dintre câinii adoptați au fost lăsați ulterior în stradă.

### Brașovul, orașul care aproape a rezolvat problema maidanezilor
Sterilizările au început în Brașov încă din 1996. Au fost sterilizați peste 20.000 de câini în Brașov. Din cei capturați, 10.000 au fost dați spre adopție, inclusiv în străinătate, circa 1.500 – 2.000 pe an. Administrația a eutanasiat 40.000 de câini în 8-9 ani. De la 1 august, pentru proprietarii de câini a fost introdus și un impozit: 300 de lei, pe an, pentru fiecare câine nesterilizat. În octombrie 2011, specialiștii de la Poliția Animalelor estimau o populație canină cuprinsă între 100 și 500 de exemplare, din care 90% sunt castrați. Au rămas prin curțile câtorva fabrici și, imediat ce un câine este identificat, este dus la sterilizat. În adăpostul Asociației "Milioane de Prieteni", acum mai sunt strânși 900 de câini fără stăpân. Încă se mai fac eutanasieri. "Din păcate, unii câini trebuie și eutanasiați, sunt situații în care e singura soluție. Rezolvarea problemei câinilor maidanezi este mult mai complexă, include educarea cetățenilor, dar și a asociațiilor de protecție a animalelor", consideră Cristina Lapis.

### Oradea a rezolvat în linii mari problema maidanezilor
În Oradea, impunerea unui program susținut de sterilizare a câinilor fără stăpân a avut succes.
În anul 2003, la începerea programului, pe străzi se găseau 7.000 de câini.
În 2010 mai erau 700.
Programul a fost realizat prin asocierea municipalității cu Fundația SOS Dogs.
Primăria a pus la dispoziție un spațiu, iar ONG-ul a început sterilizarea.
În anul 2003 s-a început cu sterilizarea câinilor de pe străzi, iar după un an s-au promovat programe și pentru sterilizarea câinilor fără montă din curțile oamenilor care erau sursă pentru înmulțirea câinilor din oraș.
În final, Primăria Oradea a ajuns să cheltuiască numai 50.000 de lei anual pentru câinii străzii.
În aprilie 2010 în Oradea mai existau doar 400 de câini vagabonzi grație eforturilor ONG-ului Asociația SOS Dogs.

### Tulcea
Primăria din Tulcea a eutanasiat 9000 de câini vagabonzi în șase ani (2007-2012). Pe străzile din Tulcea mai există 2500 de câini vagabonzi.

### Timișoara
Cetățenii care stau la bloc în Timișoara și au mai mult de două animale din rândul câinilor sau pisicilor vor plăti amenzi între 800-1000 lei iar cei care locuiesc la casă vor plăti o taxă pentru deținerea a mai mult de patru animale din categoriile menționate, a decis Consiliul local.
Noul regulament adoptat de municipalitatea din Timișoara în martie 2014 prevede ca societatea de ecarisaj contractată să se ocupe de problema câinilor maidanezi „să plătească despăgubiri persoanelor fizice pentru traumele suferite din cauza agresiunii câinilor fără stăpân de pe domeniul public al Municipiului Timișoara, stabilite prin hotărâri ale instanțelor de judecată definitive și irevocabile”. (Art.65 din regulament).

### Turnu Severin
în Turnu Severin au fost eutanasiați aproximativ 6000 de maidanezi în perioada 2002-2004. Maidanezii au fost prinși și cei care nu au fost revendicați timp de două săptămâni au fost eutanasiați.

### Buzău
Situația din orașul Buzău este una deosebită deoarece aici trăiesc un număr foarte mare de orbi și surdo-muți datorită Centrului de pregătire pentru o viață independentă din acest oraș, cel mai mare din România. Într-un interviu din 29 ianuarie 2011 acordat ziarului Adevărul reprezentanții asociațiilor persoanelor cu handicap mediu și sever au raportat zeci de cazuri de persoane cu deficit de auz și de vedere care au ajuns lunar la spital după ce au fost atacați și mușcați de câinii fără stăpân. Astfel, oamenii care suferă de deficit de auz se plâng că această categorie de persoane este foarte vulnerabilă întrucât nu aud animalele agresive și nu se pot apăra. Cei mai afectați sunt copiii și bătrânii ce fac zilnic naveta către Centrul de pregătire pentru o viață independentă situat pe strada Horticolei. Ionica Tarău, președintele Asociației 1 iunie din Buzău, ONG care oferă asistență persoanelor cu handicap de auz a declarat “Am ajuns să punem paznici pentru copiii și bătrânii care vin la noi la sediu ca să nu fie sfâșiați de câini. Zilele trecute paznicul centrului a fost nevoit să apere cu trupul său o fetiță care a fost atacată de câini. Sunt multe cazuri când părinții cu copiii care vin din anumite cartiere în loc sa ajungă la asociație se duc la tratament antirabic.”
În ianuarie 2014 a fost demarată eutanasierea în masă a câinilor vagabonzi din Buzău.

### Botoșani
În Botoșani în fiecare zi un pacient ajunge la spital pentru tratament în urma mușcăturilor de maidanezi în martie 2014. Autoritățile locale spun că după campania de prindere a madanezilor de la sfârșitul anului 2013 au mai rămas doar câini izolați, care nu trăiesc în haite.

### Galați
În comuna Barboși din Galați haitele de maidanezi flămânzi au ucis sute de animale la ferma lui Lucian Știubei, inclusiv câinele de pază al firmei. Haitele au provocat groază în zonă.

### Craiova
Olguța Vasilescu, primarul Craiovei, a raportat în septembrie 2013 strângerea a 1400 de maidanezi de pe străzi în trei luni. În Craiova erau la acea dată între 7000 și 8000 de câini.

## Maidanezii pe glob

### India
În India trăiesc 19 milioane de câini vagabonzi iar în Bangalore există peste 200 000 de câini comunitari, 
aproximativ 10 câini la fiecare km de stradă. Câinii din India mușcă anual 25 000 de oameni și provoacă accidente rutiere sau aviatice. 42% din cei mușcați sunt copii.
La nivel mondial 80% din decesele cauzate de turbare se petrec în India, fiind raportate 30 000 de cazuri anual. Cifrele sunt probabil de 3-4 ori mai mari căci majoritatea cazurilor rămân neraportate. Turbarea provoacă moartea după o suferință cumplită ce durează între 2-7 zile. În afară de turbare, câinii pot transmite oamenilor, prin mușcătură, peste 50 de boli, de la infecții până la boli cronice.

### China
În 2009 presa internațională a raportat uciderea a peste 36 de mii de câini comunitari în orașul chinez Hanzhong, citând mass-media chineză de stat.
12 persoane au murit din cauza turbării în orașul chinez Hanzhong, unde zeci de mii de oameni sunt mușcați de câini în fiecare an.
Creșterea câinilor a fost interzisă sub conducerea lui Mao Zedong, pe motiv că aceasta reprezintă un obicei burghez și că un comunist adevărat nu trebuie să se teamă că un alt comunist îi va fura bunurile.
Chinezii au reînceput să adopte câini drept animale de casă în urmă cu doar câțiva ani, iar de atunci cazurile de rabie au fost în continuă creștere.

### Sri Lanka
În Sri Lanka, țară care are 20 milioane de locuitori, există aproximativ 3 milioane de maidanezi. În fiecare zi sunt spitalizate 2000 de persoane mușcate de câini și se cheltuiesc 13 milioane de dolari anual pentru a face față problemei persoanelor mușcate de câini.

### Mexic
În Mexic, câinii fără adăpost sunt mai degrabă electrocutați decât eutanasiați prin injectare. Un film documentar apărut în 2007, „Companions to None", tratează problema câinilor maidanezi din Mexic, care sunt, în unele regiuni, chiar mai numeroși decât oamenii. Mexicanii sunt reticenți în a steriliza masculii deoarece există credința conform căreia sterilizarea unui mascul îl transformă într-un „câine gay", relatează Los Angeles Times.

### Rusia
În martie 2010, existau aproximativ 35 de mii de câini comunitari în zona metropolitană a Moscovei, iar proporțiile se păstrează și în celelalte mari orașe ale Rusiei, relatează Financial Times.
În stațiile de metrou trăiesc în medie cca 500 de câini maidanezi, conform abcnews.com și Wall Street Journal, iar aproximativ 20 dintre ei par să fi învățat să folosească metroul, reușind să urce în vagoane și să coboare în stațiile de metrou unde ,,locuiesc".

### Ucraina
În Ucraina există zeci de mii de câini vagabonzi în fiecare mare oraș al țării. În 2011, în Ucraina au fost uciși mii de câini vagabonzi, de cele mai multe ori fiind otrăviți sau injectați cu substanțe neomologate, într-un efort al autorităților de scăpa de câini înaintea Campionatului European de Fotbal care va avea loc în iunie 2012. Măsurile luate de autoritățile ucrainiene au revoltat organizațiile locale și internaționale de protecție a animalelor. La sfârșitul anului trecut, autoritățile din Ucraina au cedat presiunilor internaționale, însă nu au descoperit, încă, modalitatea potrivită prin care ar putea rezolva problema, relatează The Guardian. Construirea unor adăposturi pentru întreaga populație de maidanezi ar dura mai multe luni și ar costa zeci de milioane de euro.

### Bulgaria
Numărul câinilor fără stăpân de pe străzile capitalei Bulgariei, Sofia, a ajuns la circa 9.500 în iunie 2010, față de 8.500 la nivelul lunii noiembrie a anului 2009.
În ianuarie 2010, o haită de câini vagabonzi a pătruns în spațiile Grădinii Zoologice din Sofia și a ucis 15 animale, cele mai multe dintre victime fiind cerbi și căprioare.
Botio Tacikov, un economist de renume, a fost atacat de o haită de câini în cartierul Malinova Dolina din capitala bulgară la sfârșitul lui martie și a decedat. În Sofia sunt aproximativ 10.000 de câini fără stăpân, unii considerând că numărul lor este mai mare.
Un bătrân de 88 ani din Bulgaria a fost ucis de maidanezi în iunie 2012.

### Republica Moldova
În Chișinău, începând cu februarie 2010, câinii fără stăpân sunt eutanasiați.
Primarul Dorin Chirtoacă a luat această decizie după ce șase copii au fost atacați de câini maidanezi, ajungând în stare gravă la spital.
1.646 de persoane au ajuns la spital cu mușcături de câini, în Chișinău, în 2009.
Decizia primarului Dorin Chirtoacă este în prezent vehement contestată de fundația pentru protecția animalelor patronată de actrița Brigitte Bardot.

### Serbia
În anul 2006 existau pe străzile din Belgrad circa 4.200 de câini, iar de atunci încolo numărul celor atacați și mușcați de câini a crescut de la an la an.
În august 2009, Jelena Trivan, purtătorul de cuvânt al Partidului Democratic al președintelui Serbiei, Boris Tadici, a fost atacată și mușcată de o haită de câini fără stăpân chiar în fața clădirii Parlamentului, din centrul Belgradului.
Trivan a avut nevoie de îngrijiri medicale, având răni serioase la ambele picioare.

### Costa Rica
În Costa Rica the National Animal Health Service (SENASA în spaniolă) estimează că sunt un milion de câini vagabonzi la mai puțin de 5 milioane de oameni, potrivit Costa Rica Star preluat de BBC.

## Legislație
Camera Deputaților a votat în 22 noiembrie 2012 Legea privind gestionarea câinilor fără stăpân, care permite eutanasierea animalelor dacă autoritățile locale decid acest lucru.

## Eutanasierea câinilor în lume

### Marea Britanie
În Marea Britanie în fiecare oră este eutanasiat un câine, ceea ce înseamnă 24 de câini pe zi, adică 8760 câini pe an.

### Franța
În Franța sunt eutanasiați cel puțin 50.000 de câini și pisici din cei peste 100.000 abandonați anual.

### Belgia
În Belgia, în 2009, au fost eutanasiați 17.468 câini și pisici.

### Statele Unite
Aproximativ 3 – 4 milioane de câini și pisici sunt eutanasiați în adăposturile din SUA, în fiecare an.

### Canada
Canada: 7.644 câini și 40.790 pisici eutanasiate în fiecare an.

## Istorie
În Curierul de Iași, pe 26 noiembrie 1876, Eminescu comenta moartea lui D. N. Pascu, subprefect în ținutul Dorohoiului, cauzată de mușcătura unui câine turbat.
O circulară din 8 iunie 1950 transmisă către Comitetul Provizoriu al comunei Rădăuți menționează că pieile câinilor maidanezi erau destinate confecționării pieilor pentru încălțăminte și a căptușelilor pentru încălțăminte.

## Despăgubiri
O femeie din Târgu Frumos, județul Iași, pe nume Maria Cucu, a primit o despăgubire de 3000 lei pentru că a fost mușcată de câini. După ce a fost mușcată de un maidanez de gamba piciorului drept în mai 2008, ea a obținut un certificat medico-legal în care era menționat faptul că a necesitat 9 zile de îngrijiri medicale. S-a adresat judecătoriei din Pașcani, unde a obținut o despăgubire de 3000 lei. Decizia a rămas definitivă la tribunalul din Iași. Judecătorii au menționat în decizie că răspunderea civilă aparține Primăriei din Târgu Frumos.
Iosif, un copil de doi ani, a fost mușcat de un maidanez din Galați. Tatăl copilului a intervenit și a eliberat copilul. Părinții lui Iosif au dat în judecată Primăria din Galați, dar instanțele din Galați nu le-au dat dreptate. Atunci părinții au cerut mutarea procesului la Iași. Instanța din Iași le-a dat câștig de cauză și a obligat primăria Galați la daune morale de 10.000 de euro.
În Galați sunt acum 15.000 de câini comunitari, iar în adăposturi sunt doar 20 de locuri disponibile.

## Fenomene extreme
1. Un cioban din Cluj a anunțat că a văzut un câine maidanez cu un picior de om în gură, în februarie 2014. Cadavrul unui bărbat de 40 de ani, din care lipsea un picior, a fost găsit de autorități la trei kilometri de drumul care duce spre localitatea Cheia, comuna Mihai Viteazu. Indiciile preliminare arată că ar fi fost un om fără adăpost.[121]
2. În ianuarie 2011 mai mulți câini comunitari au fost împușcați din mașini aflate în mers în orașul Deva. Autorii au folosit arme cu aer comprimat cu otravă în loc de tranchilizant.[122]
3. Un bărbat din Vicovu de Jos, județul Suceava a împușcat cinci câini cu o armă de vânătoare motivând că animalele aveau râie și intrau în curtea sa și îi atacau găinile. În urma verificărilor s-a constatat că bărbatul deține permis de port-armă. Arma a fost ridicată în vederea continuării cercetărilor. Bărbatul este cercetat pentru "uz de armă letală fără drept și distrugere".[123]
4. Un bărbat din Bulgaria a fost rănit prin împușcare de un vecin care deschisese focul spre câinii maidanezi. Incidentul a avut loc în satul Gramada din regiunea Vidin (nord-vest). Conform anchetatorilor, un bărbat în vârstă de 59 de ani a folosit în mod ilegal o armă de vânătoare pentru împușcarea câinilor maidanezi, dar l-a rănit accidental pe un vecin în vârstă de 68 de ani. Victima a fost transportată la spitalul din Vidin.[124]
5. În centru Timișoarei a fost amplasat un țarc cu iepurași în cadrul Târgului de Paști, aceștia fiind vizitați de sute de copii. În noaptea de duminică spre luni, în jurul orelor 4.00-4.30, un echipaj al Poliției Locale care patrula prin centrul Timișoarei a găsit în țarcul cu iepuri patru câini comunitari și toți iepurașii morți. Reprezentanții Primăriei Timișoara au adus în centru, luni după-amiază, alți patru iepurași, care să îi înlocuiască pe cei omorâți de maidanezi.[125][126]
6. În condițiile în care rezervele de vaccin antirabic se terminaseră, unui bărbat care fusese atacat de o haită de câini și care n-a putut fi imunizat i s-a recomandat să urmărească maidanezii, să vadă dacă dau semne de turbare...[127]
7. Pe 14 aprilie 2008 o fetiță de 6 (șase) ani a murit mușcată de câinii aciuați pe un teren aflat în litigiu între Primăria Constanța și Primăria Agigea.[46][47]
8. Pe data de 25 ianuarie 2011, Taniușa Stanchievici (o femeie adultă) a fost adusă la Spitalul „Bagdasar-Arseni” în stare foarte gravă, cu traumatisme severe, plăgi adânci provocate de mușcături de câini, șoc hipotermic și hemoragic. Nefericita femeie a a fost găsită în curtea ADP, Sector 5. Femeia a decedat după 3 zile.[6][48][49][50][51][128]
9. Un băiat de patru (4) ani si fratele acestuia  au fost lasati nesupravegheati mai bine de 2 ore si au intrat intr-un spatiu unde nu ar fi avut ce sa caute un copil de 4 ani pe terenul privat al firmei SC Tei Rezidential SRL. Acesta a fost sfâșiat și ucis de o haită de câini de lupta la începutul lunii septembrie 2013. Ambii frați neglijati fuseseră victima atacului acelor câini, dar fratele mai mare a reușit să scape fugind după ce fusese mușcat și el.[129][130][131][132]

Bunica baiatului vinovata pentru neglijenta, cat si paznicul parcului angajat pentru a supraveghea cine intra si cine iese pe poarta parcului.

## Maidanezi ajunși celebri
Cățelușa Laika a fost aleasă să ocupe nava sovietică Sputnik 2 care a fost lansată în spațiu pe data de 3 noiembrie 1957 de la Cosmodromul Baikonur. Sputnik 2 nu a fost proiectată pentru întoarcere, astfel destinul Laikăi a fost decesul. Cățelușa Laika a fost găsită și aleasă dintre câinii care vagabondau pe străzile Moscovei. Oamenii de știință sovietici au decis astfel presupunând că animalele provenite din astfel de condiții sunt adaptate și pot îndura mai bine condițiile de frig extrem și foamete .

## Film
- Viață de câine (1998), un film documentar realizat de regizorul Alexandru Solomon.

## Studii
- Adrian Majuru, Bucureștii mahalalelor sau periferia ca mod de existență, 2008
- Aristide N. Popescu, Semper fidelis, 1981